# Marvin H. Davis
Marvin H. Davis (31 août 1925 - 25 septembre 2004) était un industriel américain. Il a fait fortune en tant que président de Davis Petroleum et a possédé à un moment donné la 20th Century Fox, la Pebble Beach Corporation, le Beverly Hills Hotel et la Aspen Skiing Company.

## Biographie
Marvin Davis est le fils de Jack Davis et Jean Spitzer, une famille juive. Il avait une sœur cadette prénommée Joan (née en 1929).
Parti de Londres, son père s'est installé aux États-Unis en 1917 alors qu'il était adolescent et a ensuite rejoint la marine britannique après s'en être vu refuser une bourse d'études à cause de sa religion. Jack Davis est devenu un acheteur de mode prospère pour les grands magasins de New York. En 1939, il s'associe à Ray Ryan, propriétaire de la Ryan Oil Company, et ils fondèrent la Davis Oil Company.
Marvin a obtenu un baccalauréat en sciences de l'ingénierie de l'Université de New York en 1947.

### Entreprise pétrolière

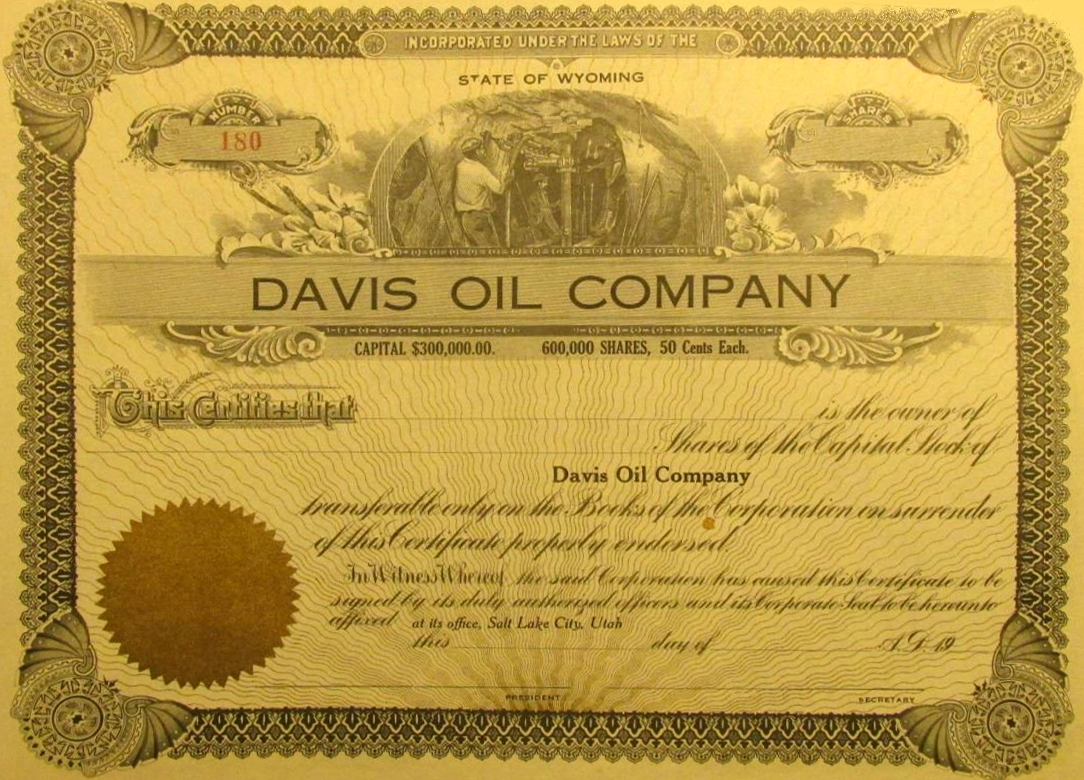
Un certificat d'actions vierge de la Davis Oil Company

Marvin rejoint son père dans l'entreprise d'exploration pétrolière et a ensuite été surnommé "M. Wildcatter". La Davis Oil Company a foré pour le pétrole et le gaz dans l'Ouest à partir des années 1940 et rebaptisée Davis Petroleum en 1986, dont le siège est à Denver, Colorado. Dans les années 1960-1980, elle est devenue l'un des principaux producteurs indépendants de pétrole et de gaz aux États-Unis, se concentrant sur le forage dans le Wyoming, où la société possédait un pipeline de 150 milles (241,4016 km).
Le fils de Marvin Davis, Gregg Davis, a pris la présidence de Davis Petroleum et de Davis Offshore en 1997.
Le partenaire de Davis, Ray Ryan, a été un pionnier de l'accord pétrolier connu sous le nom de "troisième pour un quart", où les investisseurs dans un puits de pétrole sauvage achèteraient chacun un quart de la production du puits pour un tiers du coût de forage du puits, laissant tous les frais payés et Davis et Ryan propriétaires d'un quart du puits.
Marvin Davis a développé l'activité pétrolière et est également devenu un important promoteur immobilier à Denver, acquérant un centre commercial et un complexe de bureaux.
Le 12 décembre 1977, Marvin Davis proposé d'acheter l'Oakland Athletics à Charlie Finley pour 12 millions de dollars , avec l'intention de déplacer la franchise à Denver. L' Oakland-Alameda County Coliseum Authority a intenté une action en justice pour bloquer la vente parce que Finley avait encore dix ans sur un bail qui a commencé avec le transfert des opérations du club de balle de Kansas City pour la saison 1968 . Davis a mis fin aux négociations le 23 janvier 1978 et l'équipe est restée à Oakland sous la propriété de Finley.
En 1981, Davis a vendu la plupart de ses avoirs pétroliers pour 600 millions de dollars à la société canadienne Hiram Walker-Consumers Home, Ltd. Le ministère de la Justice des États-Unis a accusé l'une de ses sociétés de Davis d'avoir violé les politiques fédérales de tarification du pétrole. L'affaire a été réglée en 1981, Davis payant une amende de 20 000 $. Des partenaires commerciaux l'ont accusé dans des poursuites civiles d'avoir gonflé les résultats de ses puits de pétrole.

### 20th Century Fox et carrière ultérieure
En 1981, Davis acquiert 20th Century Fox pour 722 millions de dollars  avec le financier Marc Rich. Les actifs de Fox comprenaient Pebble Beach Golf Links, l' Aspen Skiing Company et une propriété de Century City sur laquelle il a construit et vendu deux fois Fox Plaza, qui a été rendu célèbre sous le nom de "bâtiment Nakatomi" dans le film original Die Hard . Alors que Davis était à la tête de la 20th Century Fox, le président Ronald Reagan et sa femme, Nancy, se sont plaints auprès de lui de la sexualité excessive dans les films. Reagan a suggéré à Davis de produire des films qui impliquaient, au lieu de montrer, du sexe, à la manière du réalisateur Ernst Lubitsch . En 1984, Davis a nommé Barry Diller, ancien président-directeur général de Paramount Pictures, au poste de président-directeur général de la 20th Century Fox. Diller a demandé à Davis un contrôle total, Davis promettant de financer le studio. La situation financière de Fox était précaire, l'entreprise devant 600 $ million. Les banques n'accorderaient aucune prolongation au prêt et Diller a pressé Davis d'obtenir le nouveau capital qu'il avait promis d'investir dans Fox. Diller affirme que Davis a calé et a suggéré que Diller appelle Michael Milken pour 250 $ prêt de junk-bond, qui aurait été de la responsabilité de Diller, et non de Davis.
En 1985, Rich était en Suisse lors d'un acte d'accusation qui a été déposé contre lui par les États-Unis en raison de sa violation des sanctions contre ses échanges de matières premières avec l'Iran. Marc Rich s'était arrangé avec Davis pour que Davis rachète sa participation dans la 20th Century Fox pour 116 $ million. Davis a vendu cette participation à Rupert Murdoch pour 250 $ millions en mars 1984. Davis a ensuite renoncé à un accord avec Murdoch pour acheter les stations de télévision Metromedia de John Kluge, qui formeraient ce qui est maintenant le réseau Fox . Murdoch est allé seul et a acheté les studios, puis a racheté la participation restante de Davis dans la 20th Century Fox pour 325 $. million,. Davis a vendu Pebble Beach à l'homme d'affaires japonais Minoru Isutani pour 841 $ millions en 1990. Gagner une guerre d'enchères contre le sultan de Brunei, Hassanal Bolkiah, Davis a acheté l'hôtel Beverly Hills pour 135 $ millions en 1986. Davis a ensuite vendu l'hôtel au sultan pour 65 $ millions de bénéfices.
En 1999, Davis a tenté de construire un stade à Los Angeles pour inciter la Ligue nationale de football à attribuer à la ville une franchise d'expansion à l'époque où la NFL était absente de Los Angeles . L'équipe d'expansion s'est finalement rendue à Houston et est devenue les Houston Texans.
Plus tard, Davis a été lié à des cibles de rachat, notamment Northwest Airlines, US Airways, CBS, NBC et Mesa de T. Boone Pickens. Adepte du chantage, des menaces d'offres publiques d'achat qui ne se concrétisent jamais, Davis a déclaré : « Tout ce que vous avez à faire est de regarder la jolie fille et tout le monde pense que vous couchez avec elle. Vous n'avez pas à mettre d'argent". En 2002, un accord structuré par Ramy El-Batrawi, Davis a fait une somme non sollicitée de 15 $ milliards d'offres pour les actifs de divertissement de Vivendi .
L'équipe de la Ligue nationale de football des Broncos de Denver a été ciblée par des offres publiques d'achat infructueuses de Davis.
Son ami Aaron Spelling a vaguement basé les personnages "Carrington" de sa série télévisée à succès Dynasty sur les Davis, filmant même un épisode dans leur maison du Colorado.
En 1993, Davis et sa femme se sont fait voler 10 $ millions de bijoux et 50 000 dollars en espèces par des hommes armés masqués lors de vacances dans le sud de la France.
Davis est enterré au Westwood Village Memorial Park Cemetery à Los Angeles.

### Vie de famille
En 1951, à l'âge de 26 ans, il épouse Barbara Levine (née le 9 octobre 1930), une philanthrope new-yorkaise. Le couple a cinq enfants : 
- Patricia Ann "Patty" Davis (1952-2023), qui a eu un fils, Nick Raynes (19 août 1984 - 27 juillet 2018), avec son ex-époux Martin J. Rayes. En 2005, Patty Davis poursuit sa mère et ses frères et sœurs en justice au sujet de l'héritage de leur père, décédé l'année précédente.
- John Davis (né en 1954), producteur et fondateur d'une société de production. Marié à Jordan Davis, ils ont trois enfants : Jack, Catherine et Jensen Davis.
- Nancy Davis (née en 1958), qui a eu trois fils avec son ex-époux Nebil Zarif : Brandon Davis (né le 2 septembre 1979), Jason Davis (14 octobre 1984 - 16 février 2020) et Alexander Davis, puis elle a eu les jumelles Mariella et Isabella Davis Rickel (nées en 2005) avec son deuxième mari Ken Rickel.
- Gregg Davis, qui a eu deux enfants avec son ex-épouse Kim Richards : Whitney Davis (née le 16 mars 1990) et Chad Davis (né le 26 mai 1991).
- Dana Davis.